# بريستون إدواردز
بريستون إدواردز (بالإنجليزية: Preston Edwards)‏ (5 سبتمبر 1989 في المملكة المتحدة - ) هو لاعب كرة قدم بريطاني في مركز حراسة المرمى. شارك مع منتخب إنجلترا تحت 17 سنة لكرة القدم ومنتخب إنجلترا تحت 18 سنة لكرة القدم ومنتخب إنجلترا لكرة القدم C ‏. أما مع النوادي، فقد لعب مع إبسفليت يونايتد وبوريهام وود إف سي ونادي ميلوول ونادي دوفر أتليتيك ودولويتش هاملت وغرايز أتلاتيك ‏.

## وصلات خارجية
- بريستون إدواردز على موقع قاعدة بيانات كرة القدم.إي يو (الإنجليزية)
- بريستون إدواردز على موقع Soccerbase.com (لاعب) (الإنجليزية)